# Ceblepyris
Ceblepyris — рід горобцеподібних птахів родини личинкоїдових (Campephagidae). Представники цього роду мешкають в Африці, на Мадагаскарі та на Коморських островах. Раніше їх відносили до роду Шикачик (Coracina), однак за результатами молекулярно-генетичного дослідження, опублікованими в 2010 році, вони були переведені до відновленого роду Ceblepyris.

## Види
Виділяють п'ять видів:
- Шикачик мадагаскарський (Ceblepyris cinereus)
- Шикачик коморський (Ceblepyris cucullatus)[6]
- Шикачик конголезький (Ceblepyris graueri)
- Шикачик білочеревий (Ceblepyris pectoralis)
- Шикачик сірий (Ceblepyris caesius)